# Touvérac
Touvérac – miejscowość i gmina we Francji, w regionie Nowa Akwitania, w departamencie Charente.
Według danych na rok 1990 gminę zamieszkiwały 643 osoby, a gęstość zaludnienia wynosiła 35 osób/km² (wśród 1467 gmin regionu Poitou-Charentes, Touvérac plasuje się na 466. miejscu pod względem liczby ludności, natomiast pod względem powierzchni na miejscu 457.).